# Adamastore

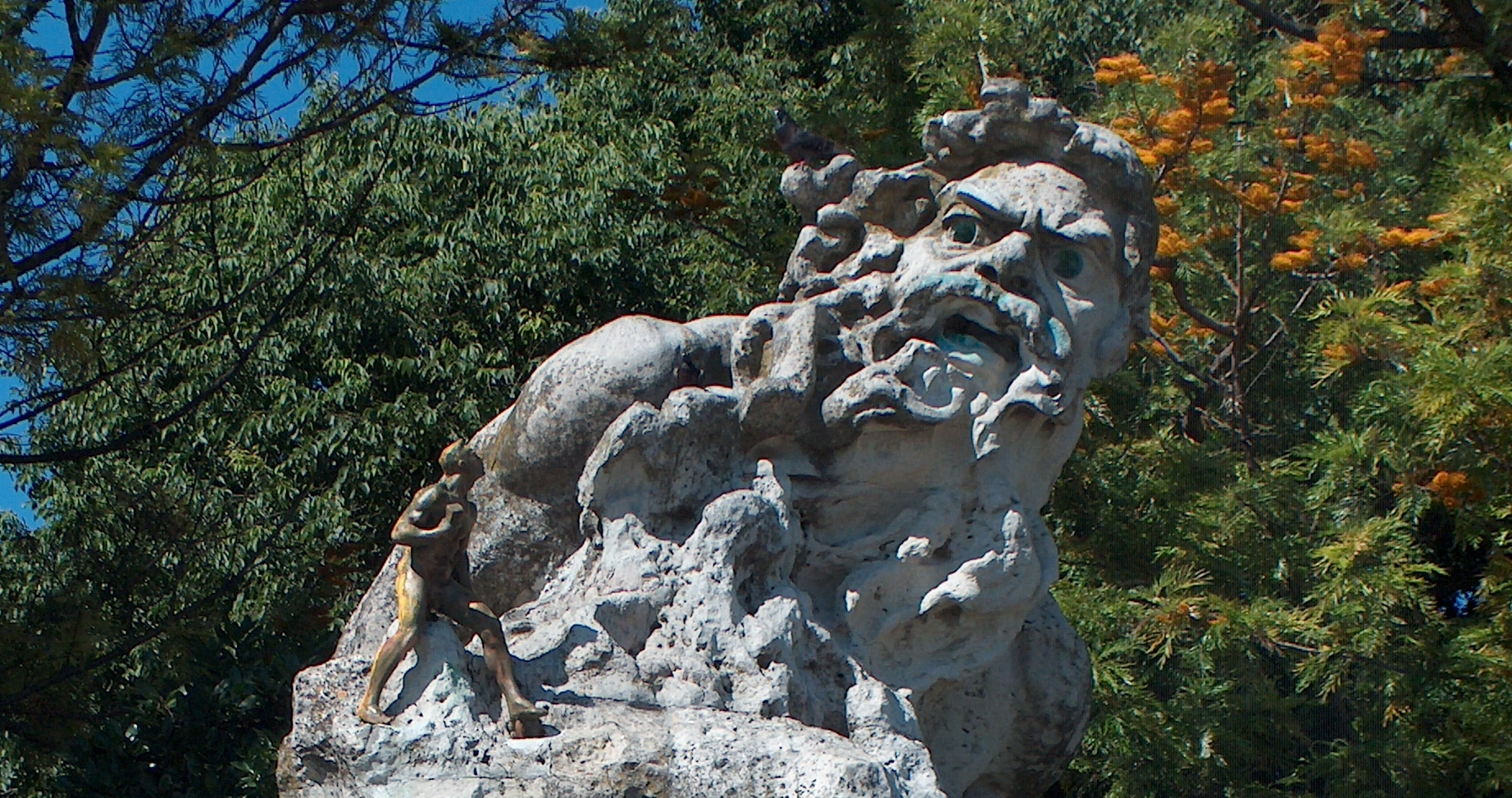
Adamastore scolpito da Júlio Vaz Júnior, a Lisbona, Portogallo.

Adamastore (AFI: /adaˈmastore/; in portoghese Adamastor) è un personaggio del poema epico I Lusiadi di Luís Vaz de Camões.
Si tratta d'un gigante che appare a Vasco da Gama presso il Capo di Buona Speranza.